# Episodi de I Gummi
I Gummi è una serie televisiva animata statunitense andata in onda dal 1985 al 1991, composta in totale da 65 episodi da 22 minuti trasmessi nell'arco di sei stagioni.

## Prima stagione
La prima stagione fu trasmessa negli Stati Uniti il sabato mattina sulla NBC dal 14 settembre al 21 dicembre 1985. L'edizione italiana fu trasmessa su Raiuno l'anno successivo, a partire dal 4 ottobre. Tutti gli episodi sono stati prodotti e diretti da Art Vitello e l'animazione fu realizzata dalla TMS Entertainment.
| nº | Titolo originale            | Titolo italiano                     | Prima TV USA      | Prima TV Italia  |
| -- | --------------------------- | ----------------------------------- | ----------------- | ---------------- |
| 1  | A New Beginning             | Un nuovo inizio                     | 14 settembre 1985 | 4 ottobre 1986   |
| 2  | The Sinister Sculptor       | Lo scultore malefico                | 21 settembre 1985 | 11 ottobre 1986  |
| 2  | Zummi Makes it Hot          | L'incantesimo di Zummi              | 21 settembre 1985 | 11 ottobre 1986  |
| 3  | Someday My Prints Will Come | Non lasciate tracce                 | 28 settembre 1985 | 1986             |
| 3  | Can I Keep Him?             | Il drago musicale                   | 28 settembre 1985 | 1986             |
| 4  | A Gummi in a Gilded Cage    | La gabbia dorata                    | 5 ottobre 1985    | 25 ottobre 1986  |
| 5  | The Oracle                  | L'oracolo                           | 12 ottobre 1985   | 1986             |
| 5  | When You Wish Upon a Stone  | Il gigante e la pietra dei desideri | 12 ottobre 1985   | 1986             |
| 6  | A Gummi by Any Other Name   | Il cappello trasformante            | 26 ottobre 1985   | 29 novembre 1986 |
| 7  | Loopy, Go Home              | Lupy torna a casa                   | 2 novembre 1985   | 22 novembre 1986 |
| 7  | A-Hunting We Will Go        | A caccia noi andremo                | 2 novembre 1985   | 22 novembre 1986 |
| 8  | The Fence Sitter            | Lo struzzo affamato                 | 9 novembre 1985   | 1986             |
| 8  | Night of the Gargoyle       | La notte di Gargoyle                | 9 novembre 1985   | 1986             |
| 9  | The Secret of the Juice     | Il segreto del succo di Gummifrutta | 23 novembre 1985  | 1986             |
| 10 | Sweet and Sour Gruffi       | Dolce e perfido Gruffi              | 30 novembre 1985  | 1986             |
| 10 | Duel of the Wizards         | Sfida tra maghi                     | 30 novembre 1985  | 1986             |
| 11 | What You See is Me          | Sono io quello che vedi             | 7 dicembre 1985   | 1986             |
| 11 | Toadie's Wild Ride          | Orchiello segretario senza cervello | 7 dicembre 1985   | 1986             |
| 12 | Bubble Trouble              | Il cucciolo di drago                | 14 dicembre 1985  | 1986             |
| 12 | Gummi in a Strange Land     | L'incantesimo del pisolino          | 14 dicembre 1985  | 1986             |
| 13 | Light Makes Right           | La luce giusta                      | 21 dicembre 1985  | 1986             |

## Seconda stagione
La seconda stagione fu trasmessa negli Stati Uniti il sabato mattina sulla NBC dal 13 settembre al 29 novembre 1986. Nel corso della trasmissione in prima visione, quasi tutti i segmenti da 11 minuti (fatta eccezione per quelli del secondo episodio) furono abbinati a repliche, mentre per la distribuzione internazionale furono abbinati tra loro in episodi standard. L'edizione italiana fu inizialmente distribuita in VHS nel 1988, venendo trasmessa su Raiuno l'anno successivo. Tutti gli episodi sono stati prodotti e diretti da Art Vitello e l'animazione fu realizzata dalla TMS Entertainment.
| nº | Titolo originale                      | Titolo italiano                       | Prima TV USA      |
| -- | ------------------------------------- | ------------------------------------- | ----------------- |
| 1  | Up, Up, and Away                      | Cubbi, cavaliere del regno di Dunwyn  | 13 settembre 1986 |
| 2  | Faster Than a Speeding Tummi          | Tummi, il piè veloce                  | 20 settembre 1986 |
| 2  | For a Few Sovereigns More             | Un mercenario al castello di Drekmore | 20 settembre 1986 |
| 3  | Over the River and Through the Trolls | Una carrozza carica d'oro             | 27 settembre 1986 |
| 3  | You Snooze, You Lose                  | Assedio al castello di Dunwyn         | 4 ottobre 1986    |
| 4  | The Crimson Avenger                   | Il Vendicatore Rosso                  | 18 ottobre 1986   |
| 5  | A Hard Dazed Knight                   | L'uovo magico                         | 25 ottobre 1986   |
| 5  | Do Unto Ogres                         | Un Gummi per amico                    | 1º novembre 1986  |
| 6  | For Whom the Spell Holds              | Le magie del Grande Libro             | 8 novembre 1986   |
| 7  | Little Bears Lost                     | Orsetti scomparsi                     | 15 novembre 1986  |
| 7  | Guess Who's Gumming to Dinner?        | Le tradizioni dei Gummi               | 22 novembre 1986  |
| 8  | My Gummi Lies Over the Ocean          | Avventura nell'oceano                 | 29 novembre 1986  |

## Terza stagione
La terza stagione fu trasmessa negli Stati Uniti il sabato mattina sulla NBC dal 12 settembre al 19 dicembre 1987. Nel corso della trasmissione in prima visione, tutti i segmenti da 11 minuti a partire dal quinto episodio furono abbinati a repliche, mentre per la distribuzione internazionale furono abbinati tra loro in episodi standard (invertendo inoltre l'ordine di quelli del sesto episodio). L'edizione italiana fu inizialmente distribuita in VHS tra il 1988 e il 1989, venendo trasmessa su Raiuno nell'autunno del 1989. Tutti gli episodi sono stati prodotti da Tad Stones e Alan Zaslove e diretti da quest'ultimo, e l'animazione fu realizzata dalla TMS Entertainment.
| nº | Titolo originale                   | Titolo italiano                     | Prima TV USA      |
| -- | ---------------------------------- | ----------------------------------- | ----------------- |
| 1  | Too Many Cooks                     | Troppi in cucina                    | 12 settembre 1987 |
| 1  | Just a Tad Smarter                 | Un nuovo capo a Drekmore            | 12 settembre 1987 |
| 2  | If I Were You                      | Il compleanno di Tummi              | 19 settembre 1987 |
| 2  | Eye of the Beholder                | Una strega al castello di Dunwyn    | 19 settembre 1987 |
| 3  | Presto Gummo                       | Un mago nella Valle dei Gummi       | 26 settembre 1987 |
| 3  | A Tree Grows in Dunwyn             | L'albero del tesoro                 | 26 settembre 1987 |
| 4  | Day of the Beevilweevils           | La foresta dei tentacoli            | 3 ottobre 1987    |
| 5  | Water Way to Go                    | La via dell'acqua                   | 10 ottobre 1987   |
| 5  | Close Encounters of the Gummi Kind | Incontri ravvicinati del tipo Gummi | 24 ottobre 1987   |
| 6  | Snows Your Old Man                 | Il signore del vento                | 31 ottobre 1987   |
| 6  | Boggling the Bears                 | Un fantasma nella Valle dei Gummi   | 17 ottobre 1987   |
| 7  | The Knights of Gummadoon           | I cavalieri di Gummia               | 5 dicembre 1987   |
| 8  | Mirthy Me                          | Ridi più che puoi                   | 12 dicembre 1987  |
| 8  | Gummi Dearest                      | Quando si diventa adulti            | 19 dicembre 1987  |

## Quarta stagione
La quarta stagione fu trasmessa negli Stati Uniti il sabato mattina sulla NBC dal 10 settembre al 17 dicembre 1988. Nel corso della trasmissione in prima visione, i segmenti del quarto e settimo episodio furono abbinati a repliche, mentre per la distribuzione internazionale furono abbinati tra loro in due episodi standard. L'edizione italiana fu trasmessa su Raiuno nel 1991 all'interno del programma Disney Club. Tutti gli episodi sono stati diretti da David Block, anche produttore della stagione insieme a Rich Fogel e Mark Seidenberg,  e l'animazione fu realizzata dalla TMS Entertainment.
| nº | Titolo originale                  | Titolo italiano                      | Prima TV USA      |
| -- | --------------------------------- | ------------------------------------ | ----------------- |
| 1  | The Magnificent Seven Gummies     | I magnifici sette                    | 10 settembre 1988 |
| 2  | Music Hath Charms                 | Il fascino della musica              | 17 settembre 1988 |
| 2  | Dress for Success                 | Il potere dell'alta moda             | 17 settembre 1988 |
| 3  | A Knight to Remember              | Un cavaliere da ricordare            | 24 settembre 1988 |
| 3  | Gummies Just Want to Have Fun     | I Gummi vogliono solo divertirsi     | 24 settembre 1988 |
| 4  | There's No Place Like Home        | Casa dolce casa                      | 8 ottobre 1988    |
| 4  | Color Me Gummi                    | Colorami Gummi                       | 1º ottobre 1988   |
| 5  | He Who Laughs Last                | Ride bene chi ride ultimo            | 15 ottobre 1988   |
| 6  | Tummi's Last Stand                | L'ultima difesa dei Gummi            | 29 ottobre 1988   |
| 6  | The Crimson Avenger Strikes Again | Il Vendicatore Rosso colpisce ancora | 29 ottobre 1988   |
| 7  | Ogre Baby Boom                    | Baby orchi a go-go                   | 12 novembre 1988  |
| 7  | The White Knight                  | Il cavaliere bianco                  | 19 novembre 1988  |
| 8  | Good Neighbor Gummi               | I Gummi e il buon vicinato           | 3 dicembre 1988   |
| 8  | Girl's Knight Out                 | Largo alle donne, cavalieri          | 3 dicembre 1988   |
| 9  | Top Gum                           | Top Gum                              | 10 dicembre 1988  |
| 10 | Gummi's at Sea                    | Gummi in alto mare                   | 17 dicembre 1988  |

## Quinta stagione
La quinta stagione fu trasmessa negli Stati Uniti il sabato mattina sulla ABC dal 9 settembre al 16 dicembre 1989, come parte del blocco di programmazione The Gummi Bears/Winnie the Pooh Hour insieme a Le nuove avventure di Winnie the Pooh. Nel corso della trasmissione in prima visione, i segmenti del terzo, quarto e sesto episodio furono abbinati a repliche, mentre per la distribuzione internazionale furono abbinati tra loro in due episodi standard (invertendo inoltre l'ordine di quelli del terzo episodio). L'edizione italiana fu trasmessa su Raiuno nel 1991 all'interno del programma Disney Club. Tutti gli episodi sono stati diretti da David Block, anche produttore della stagione insieme a Rich Fogel e Mark Seidenberg, e l'animazione fu realizzata dalla Walt Disney Animation Japan.
| nº | Titolo originale                    | Titolo italiano                              | Prima TV USA      |
| -- | ----------------------------------- | -------------------------------------------- | ----------------- |
| 1  | A Gummi a Day Keeps the Doctor Away | Un Gummi al giorno toglie il medico di torno | 9 settembre 1989  |
| 1  | Let Sleeping Giants Lie             | Non svegliare il gigante che dorme           | 9 settembre 1989  |
| 2  | The Road to Ursalia                 | La via verso Ursalia                         | 16 settembre 1989 |
| 3  | Bridge on the River Gummi           | Il ponte sul fiume Gummi                     | 30 settembre 1989 |
| 3  | Life of the Party                   | L'anima della festa                          | 23 settembre 1989 |
| 4  | My Kingdom for a Pie                | Il mio regno per una torta                   | 7 ottobre 1989    |
| 4  | The World According to Gusto        | Il mondo secondo Gusto                       | 21 ottobre 1989   |
| 5  | Ogre for a Day                      | Un giorno da orchione                        | 4 novembre 1989   |
| 6  | Princess Problems                   | Principessa capricciosa                      | 11 novembre 1989  |
| 6  | A Gummi Is a Gummi's Best Friend    | Un Gummi è il miglior amico di un Gummi      | 18 novembre 1989  |
| 7  | Beg, Burrow and Steal               | Chi cerca... trova un tesoro                 | 9 dicembre 1989   |
| 8  | Return to Ursalia                   | Ritorno a Ursalia                            | 16 dicembre 1989  |

## Sesta stagione
La sesta stagione fu trasmessa negli Stati Uniti in syndication dal 10 settembre 1990 al 22 febbraio 1991 come parte del blocco di programmazione The Disney Afternoon, fatta eccezione per "Mai giocare con un Gummi ad armi pari" che fu trasmesso sulla ABC in coda alla stagione precedente. I nuovi episodi erano intervallati da repliche, e i segmenti del quinto e del terzo episodio furono abbinati ad altri già trasmessi. Per la distribuzione internazionale gli episodi furono presentati in un ordine diverso, qui utilizzato, rispettando la corretta cronologia degli eventi. L'edizione italiana fu trasmessa su Raiuno tra il 1992 e il 1993 all'interno del programma Big!. Tutti gli episodi sono stati diretti da David Block, anche produttore della stagione insieme a Rich Fogel e Mark Seidenberg, e l'animazione fu realizzata principalmente dalla Walt Disney Television Animation Australia e dalla Walt Disney Animation Japan.
| nº | Titolo originale                 | Titolo italiano                       | Prima TV USA      |
| -- | -------------------------------- | ------------------------------------- | ----------------- |
| 1  | Tuxford's Turnaround             | Il torneo dei cavalieri               | 18 settembre 1990 |
| 2  | Thornberry to the Rescue         | Thornberry alla riscossa              | 19 ottobre 1990   |
| 3  | Toadie the Conqueror             | Orchiello il conquistatore            | 19 settembre 1990 |
| 4  | A Gummi's Work Is Never Done     | Scambio di ruoli                      | 10 settembre 1990 |
| 5  | Zummi in Slumberland             | Zummi nel mondo dei sogni             | 25 settembre 1990 |
| 5  | A Recipe for Trouble             | Biscotti antimostro                   | 6 novembre 1990   |
| 6  | Patchwork Gummi                  | La grande coperta dei Gummi           | 26 settembre 1990 |
| 7  | Queen of the Carpies             | La regina delle arpie                 | 15 novembre 1990  |
| 8  | Rocking Chair Bear               | I capelli della giovinezza            | 18 febbraio 1991  |
| 9  | Once More, the Crimson Avenger   | Il ritorno del Vendicatore Rosso      | 5 novembre 1990   |
| 10 | Friar Tum                        | Frate Tummi                           | 12 settembre 1990 |
| 10 | Never Give a Gummi an Even Break | Mai giocare con un Gummi ad armi pari | 6 gennaio 1990    |
| 11 | True Gritty                      | Gritty, l'orso grigio                 | 19 novembre 1990  |
| 12 | Trading Faces                    | Il cavaliere senza macchia            | 19 febbraio 1991  |
| 13 | Tummi Trouble                    | Tummi innamorato                      | 14 febbraio 1991  |
| 14 | Wings Over Dunwyn                | Attacco dal cielo                     | 21 febbraio 1991  |
| 15 | May the Best Princess Win        | Le due principesse                    | 20 febbraio 1991  |
| 16 | The Rite Stuff                   | Il diploma di orso                    | 22 febbraio 1991  |
| 17 | King Igthorn: Part I             | Re Igthorn: Prima parte               | 27 novembre 1990  |
| 18 | King Igthorn: Part II            | Re Igthorn: Seconda parte             | 28 novembre 1990  |